# 動物管理官
動物管理官（どうぶつかんりかん、猟区管理官とも）とは、北米やアフリカで、野生動物の保護や監視に当たる役職である。ゲーム・ワーデン／ゲーム・レンジャーとも呼ばれる。

## アメリカ合衆国
アメリカ合衆国のゲームレンジャーは、州もしくは地方自治体の役職で、狩猟、釣りと、野生動物を罠でとらえることに関して法律を行使できる。また、一部の地域でのレンジャーは、交通関連や、その他一般的な法律違反を含むほとんどの犯罪に対して法を行使できる。レンジャーは、ハンターや釣り人、罠を掛ける猟師に対して、免許を持っているかどうか確認する作業を始め、法が及ぶ範囲内で幅広い仕事をこなす。野生動物絡みの犯罪を解決するための詳細な調査をしたり、地域によっては殺人事件や船の事故の調査を指示することもある。
また、飲酒や麻薬使用状態での船の操縦を取り締まったり、不法な野生動物の殺戮その他の犯罪を犯す犯罪者に対し、DNA、弾道、指紋、およびその他の比較証拠を活用して起訴行為に踏み切ることもある。ヘリコプター、または固定翼機での狩猟や、罠を仕掛けることへの援助も行う。また、地主に、野生生物がこうむる被害への解決策を与える一方で、ハンター養成講座の教官を務めたり、子供たちや一般市民に、野生動物の管理の仕方や、環境保全の重要性を教えるためのプログラムを作成することもある。

## アフリカ
アフリカのレンジャーの仕事も、動物たちの健康チェックや調査、監視、捕獲及び移入、頭数の管理に広報活動など多岐にわたる。アフリカのレンジャーのレベルは世界でもトップクラスだが、総合的なレベルは伸び悩んでいる。
ケニアには59ヵ所の国立公園、動物保護区、国立保護区があり、それぞれに、動物管理官（wildlife officer)がいて、その下で働く動物監視官をレンジャーと呼ぶ。
- 国立公園（National Park）
管理官やロッジ従業員以外の居住が禁じられた､国が管理する特別指定地域。
- 動物保護区（Game Reserve）
動物と部族が共存している地域を地方自治体が管理し､その保護にあたる。
- 国立保護区（National Reserve）
部族の住居が無い地域で､野生の動植物を保護する目的で国が直接管理する。

レンジャーは必要に応じてサファリガイドとして雇うことも出来る。

また、南アフリカでもクルーガー国立公園をはじめ多くの国立公園、動物保護区（国営、公営、私営）にゲームレンジャーがいて、サファリでのガイドを務める。レンジャー養成講座も多い。

## 日本の現状
日本では環境省が自然保護官の制度を定めているが、上記のような動物管理をまかされるレンジャーは存在せず、そのための教育システムもまだ整っていない。ただ最近、北海道と兵庫県で、このシステムの確立に向けた取り組みが始まっている。